# Gato (Orocovis)
Gato es un barrio ubicado en el municipio de Orocovis en el estado libre asociado de Puerto Rico. En el Censo de 2010 tenía una población de 2072 habitantes y una densidad poblacional de 204,76 personas por km².

## Geografía

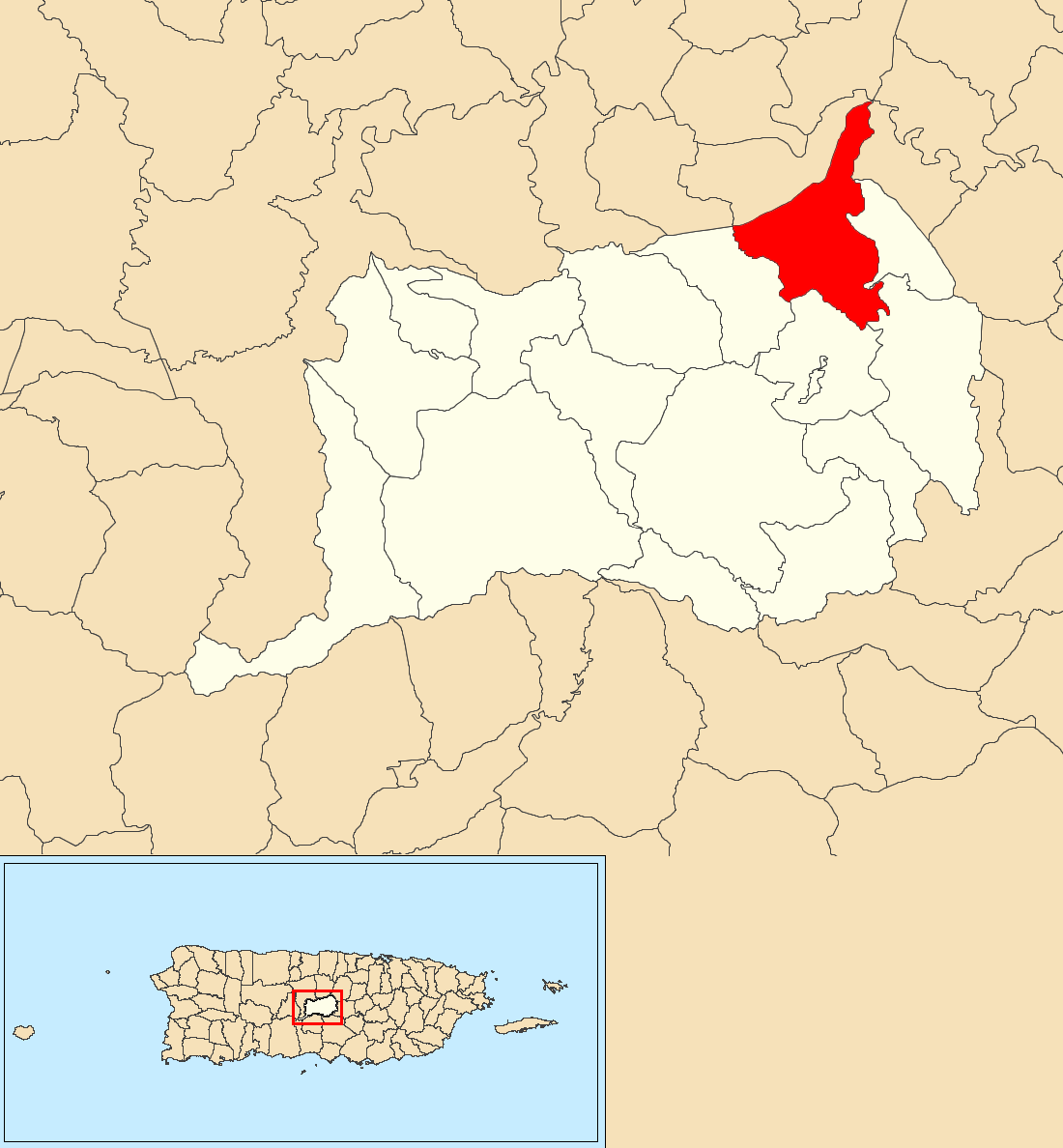
Barrio Gato en Orocovis

Gato se encuentra ubicado en las coordenadas 18°15′39″N 66°23′23″O / 18.26083, -66.38972. Según la Oficina del Censo de los Estados Unidos, Gato tiene una superficie total de 10,12 km², que corresponden a tierra firme.

## Demografía
Según el censo de 2010, había 2072 personas residiendo en Gato. La densidad de población era de 204,76 hab./km². De los 2072 habitantes, Gato estaba compuesto por el 87,89% blancos, el 5,74% eran afroamericanos, el 0,34% eran amerindios, el 5,07% eran de otras razas y el 0,97% pertenecían a dos o más razas. Del total de la población el 99,61% eran hispanos o latinos de cualquier raza.